# FatWire
FatWire Softwareは、Webコンテンツ管理システム（CMS）ソフトウェアを販売する株式非公開企業であった。2011年にオラクルに買収され、同社の製品はオラクルのWebCenter製品ラインに組み込まれた。

## 歴史
- 1996年:  Mark Fasciano、Ari Kahn、John Murcottによって設立。
- 2003年:  FutureTense社として設立されたdvine社から、Content Serverを含むOpen Market社の企業向けWebコンテンツ管理資産を買収[2][3]。
- 2004年:  Webコンテンツ管理ソフトウェア「Content Server 6.0」を発表
- 2007年:  Yogesh Guptaは8月に社長兼CEOに就任し、10月にはInfostoriaを買収、11月にはWebエクスペリエンス・マネジメント戦略を開始した[4]。
- 2010年: FatWireとEMC Corporationは、EMCが戦略的Webエクスペリエンス・マネジメント・ソリューションとしてFatWire製品を再販するパートナーシップを発表した。 その見返りとして、FatWireはEMCのデジタル資産管理ソフトウェアの再販権を獲得した[5][6][7]。
- 2011年: 2011年6月21日、オラクルはFatWire Softwareの買収を発表した[8]。 2011年7月、オラクルはBingham McCutchenの支援を受けて、FatWireを1億6300万ドルで買収した[9]。
- 2012: 2012年2月、オラクルはFatwire Content Serverの新しい名称であるWebCenter Sitesを組み込んだOracle WebCenter 11gR1 (11.1.1.6.0)をリリースした[10]。

## 製品
- FatWire Content Server
- FatWire TeamUp
- FatWire Analytics
- FatWire Engage
- FatWire Community Server
- FatWire Gadget Server
- FatWire Mobility Server
- FatWire Content Integration Platform

## マーケティング
FatWireの2009年の売上は、Real Story Groupによると約4000万ドルと推定されている。